# Raimundo Lorenzo de Equevilley Montjustín
Raimundo Lorenzo de Equevilley Montjustín, né le 22 juillet 1873 à Vienne et mort le 21 septembre 1925 à Paris,, est un ingénieur espagnol et un pionnier des sous-marins. En tant qu’inventeur, il a également conçu des avions vers 1910, aux débuts de l'aviation.

## Biographie
Equevilley était le plus jeune fils de Victor Vicente de Equevilley Montjustín, marquis d’Equevilley. Issu de l’aristocratie de Franche-Comté, Victor Vicente a combattu dans la première guerre carliste aux côtés de la reine espagnole Isabelle II, y compris lors des batailles de Mendigorría et Barbastro. En 1838, il devint lieutenant de cavalerie, en 1843 capitaine de la milice provinciale, puis colonel. Pour ses services, il reçut l'Ordre de Saint-Ferdinand, la nationalité espagnole et le titre de marquis de Equevilley en 1879. En 1869, il devient consul d’Espagne à Vienne, où naît son fils Raimundo, de nationalité espagnole de naissance.
Raimundo de Equevilley étudie l’ingénierie navale à Paris grâce à l’appui de l’ambassadeur d’Espagne. Il a été un collaborateur du pionnier français des sous-marins Maxime Laubeuf alors que ce dernier travaillait à son premier sous-marin, le Narval. Equevilley publia en 1901 un livre sur les sous-marins, dans lequel il appréciait également les idées d’Isaac Peral, et il présenta également son propre projet de sous-marin en France, qui ne fut pas réalisé. Il n’a pas non plus suscité d’intérêt de la part de l’Espagne. 
Après le début du siècle, Equevilley a apporté à l’Allemagne ses connaissances de la construction sous-marine. Le sous-marin Forelle a été construit selon ses plans en 1902 au chantier naval Germania de Krupp à Kiel dans le plus grand secret. Considéré comme le premier sous-marin allemand apte à la guerre, le Forelle est allé à la marine impériale russe en 1904. Ce développement a été financé par Krupp par des fonds privés, car l’intérêt de la Kaiserliche Marine pour ce genre de navires était initialement très faible. Les essais réussis du Forelle changent cette perception. Le Forelle a été suivi par trois sous-marins similaires pour la marine russe (les Karp, Karas et Kambala, connus sous le nom de classe Karp ou Type E), dont l’intérêt pour les sous-marins s’était éveillé à l’époque en raison de la guerre russo-japonaise. Ces sous-marins de Krupp et les plans d’Equevilley ont également servi de base au développement du premier sous-marin militaire allemand, le U-1, mis en service en 1906.
Equevilley est accueilli avec suspicion par la Kaiserliche Marine en raison de ses origines franco-espagnoles et quitte Kiel en 1907. Peu de temps après, il dépose plusieurs brevets en Espagne pour des systèmes de navigation et la technologie sous-marine. Vers 1910, il travaille à une machine volante, qu’il construit en France et dont il existe des photos. Elles montrent la disposition de petites ailes selon plusieurs plans dans le cadre d’une aile elliptique ou circulaire. Entre 1907 et 1909, il dépose un total de quatorze brevets en Espagne pour les sous-marins, pour la navigation sous-marine et pour la conception d'avions. Il déposa d’autres brevets aux États-Unis et en Grande-Bretagne.
Sa trace se perd durant la Première Guerre mondiale. Il a demandé la nationalité française et a voulu rejoindre l’armée française, où sa candidature a été rejetée en raison de son travail passé en Allemagne. Les Britanniques l’ont également rejeté en raison de son rôle de pionnier des sous-marins allemands et l’Espagne ne s’intéressait pas non plus à lui.
Dans son livre de 1901, il se décrit comme un ancien ingénieur des Forges et chantiers de la Méditerranée près de Toulon.

## Œuvres
- Raymond d'Equevilley, Les bateaux sous-marins et les submersibles, Gauthier-Villars/Masson, 1901[4].